# ناحیه ارزیو
ناحیه ارزیو (به عربی: دائرة أرزیو) یک ناحیه در الجزایر است که در استان وهران واقع شده‌است. ناحیه ارزیو ۱۲۳٫۵۹ کیلومتر مربع مساحت و ۷۲٬۶۱۳ نفر جمعیت دارد.